# Гърди (насекоми)
Вижте пояснителната страница за други значения на Гърди.
Гърди (от гръцки „θώραξ“ – thorax, нагръдник, ризница, броня) при насекомите е онази част от тялото, която лежи между главата и коремчето и представлява двигателния му отдел. Върху неговите сегменти са разположени органите за движение – краката и крилата.

## Устройство
Гърдите са съставени от три сегмента:
- Преднегръд (prothorax)
- Среднегръд (mesothorax)
- Заднегръд (metathorax)

Членчетата на гърдите, както и тези на коремчето имат дорзално изпъкнала хитинизирана част, наречена „тергит“, коремна плоска част – „стернит“ и две странични, гъвкави, свързващи части, наречени „плеври“.
Върху всеки от сегментите има по един чифт крака, а върху последните два, обикновено и по чифт крила. В разредите при които крилата липсват, трите гръдни сегмента са устроени сравнително по еднакъв начин. При крилатите насекоми трите сегмента силно се различават помежду си. В такъв случай преднегръдът съхранява частите на изходния тип. Среднегръдът и заднегръдът силно се променят морфологично, което е свързано с развитието във всеки от тях на система от мускули, които да движат краката и крилата.
При някои насекоми към гръдните сегменти може да се присъедини и първият коремен сегмент. Това засилва здравината на гърдите. Това се наблюдава при представителите на подразред Apocrita. Проподеумът, който се образува служи за опора и на подвижното коремче и позволява да се насочи точно яйцеполагалото към конкретно място, където да се снесе яйцето.